# Palais Agostini
Le palais Agostini (en italien Palazzo Agostini ou Palazzo dell'Ussero ou Palazzo Rosso est un des palais Renaissance situé sur le lungarno de la rive droite de la ville de Pise.

## Histoire
Le palais, caractérisé par sa façade de briques rouges, est, depuis 1775, le siège du Caffè dell'Ussero et depuis 1899 du Cinema Lumière.
Il appartient à la famille des comtes pisans Agostini Fantini Venerosi della Seta.

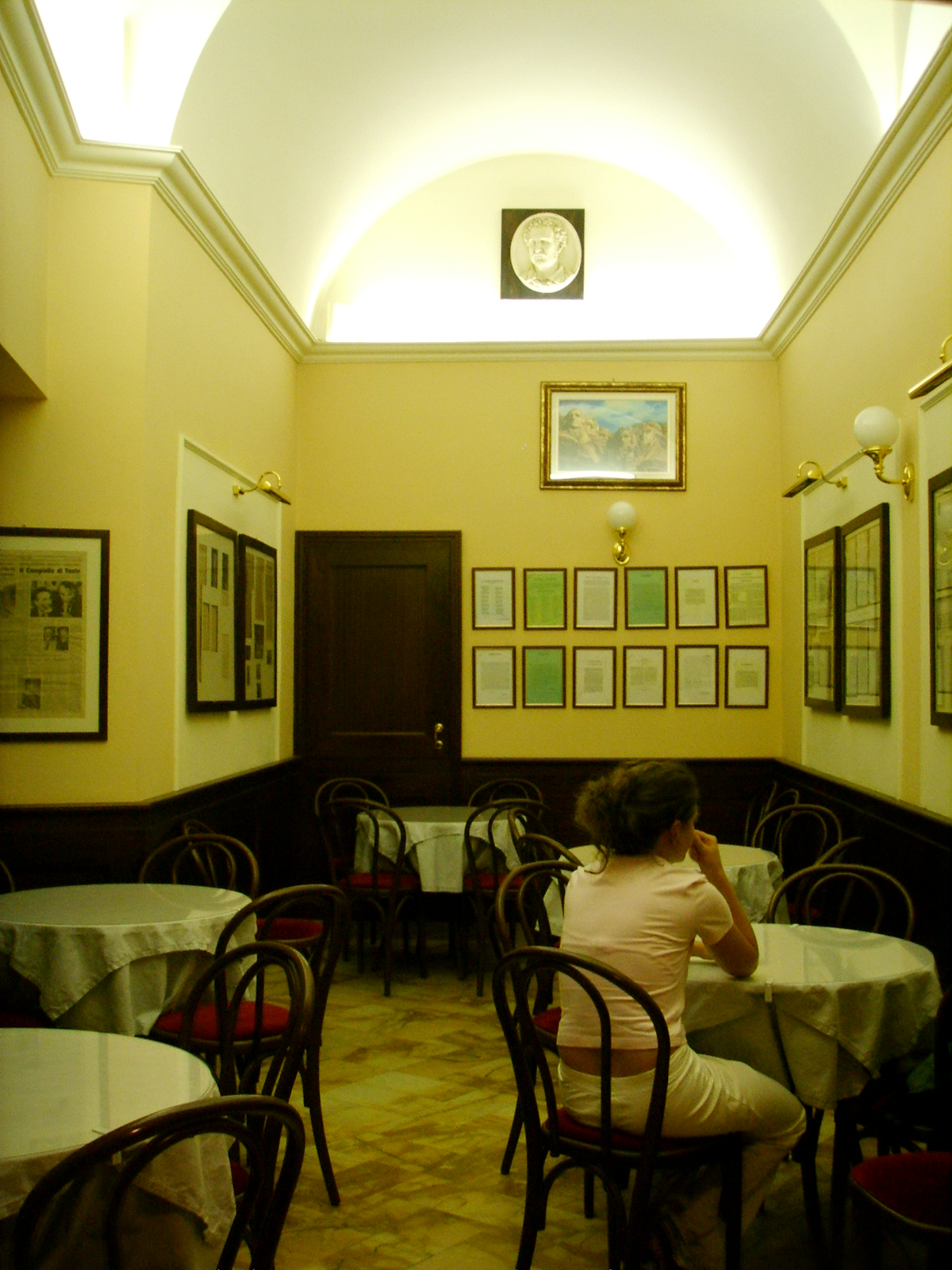
Salle du Caffè dell'ussero.

## Sources
- (it) Cet article est partiellement ou en totalité issu de l’article de Wikipédia en italien intitulé « Palazzo Agostini (Pisa) » (voir la liste des auteurs).